# Elias II. (Jerusalem)
Elias II. (* im 8. Jahrhundert; † 797) war griechisch-orthodoxer Patriarch von Jerusalem von 770 bis 797.
In den frühen Neunzigerjahren des 8. Jahrhunderts erwuchs ihm ein Gegner in dem Mönch Theodoros Spudaios, der von den islamischen Herrschern unterstützt wurde. Daraufhin lebte Elias wahrscheinlich bis zu seinem Tod im Exil in Persien.